# 斑鳩信好
斑鳩 信好（いかるが のぶよし）は、安土桃山時代の武将。通称は平次。

## 略歴
はじめ上杉謙信に仕え、のち諸国を流浪し庄林一心にその武勇を認められ、加藤清正の家臣となった。文禄・慶長の役において七度一番槍の武功をたて、禄3000石を食んだ。